# 듄 2000
《듄 2000》(Dune 2000)은 웨스트우드 스튜디오에서 1998년에 개발한 실시간 전략 게임이다. 후속작은 엠퍼러: 배틀 포 듄이다